# Трифонов, Николай Константинович

Никола́й Константи́нович Три́фонов (6 декабря 1905, Санкт-Петербург или Российская империя — 4 сентября 1946) — советский генерал-майор авиации, ВВС МВО.

## Биография
Николай Константинович Трифонов родился в 1905 году.
- 02.1940 — первый командир 148 иап;
  - полковник Трифонов Николай Константинович 11.04.40 убыл зам.командира 24 ИАД ВВС МВО[1].
- 1941 — ответственный за Южный сектор системы ПВО Москвы: заместитель командир 6-го истребительного авиационного корпуса ПВО полковник Н. К. Трифонов, в подчинении шесть иап.
- с 21 августа 1941 года по 17 октября 1941 года — Полковник Трифонов Николай Константинович[2] проявил себя решительным и смелым командиром 1-й резервной авиационной группы, за что был выдвинут на должность командующего ВВС Калининского фронта.
- 17.10.1941 — 04.01.1942 — Командующий ВВС Калининского фронта[3].
  - 29.10.1941 — присвоено звание генерал-майор авиации.
- 10.05.1942 — 24.5.1942 — Командир 204-й смешанной авиационной дивизии.
- 24.05.1942 — 15.11.1942 — Командир 232-й штурмовой авиационной дивизии.

Николай Константинович Трифонов скончался в 1946 году.

## Награды
- 4.10.1941 —  Орден Ленина